# Sådan begyndte det
|  | Denne artikel er oprettet af botten Steenthbot ud fra en ekstern database. Den kan derfor have sproglige fejl eller mangler. Denne skabelon kan fjernes efter kontrol af indholdet. |

Sådan begyndte det er en dansk dokumentarfilm fra 1967 instrueret af Jørgen Storm-Petersen.

## Handling
Lavet i forbindelse med Prinsesse Margrethes forlovelse og bryllup. Skildring af hendes barndom og opvækst.